# Knopstang
En knopstang er et uundværligt stykke værktøj for anlægsgartnere og brolæggere. Knopstangen anvendes især ved sætning af kantsten og andre større sten- og betonelementer. Med moderate stød bankes elementet på plads typisk i et betonunderlag.
Knopstangen er en ca. 4 cm tyk, og 120 til 125 cm lang jernstang, som i den ene ende er fladet ud som en mejsel og i den anden ende er påmonteret en kugle med diameter på 6 til 7 cm. Kuglen kan være af jern (ud i et med stangen) eller nylon (skrues på).
Med den ret store vægt er knopstangen ideel til at bryde hårde materialer som f.eks. beton samt løsne hård jord og komprimeret stabil. Knopstangen er desuden ideel som brækstang i utallige situationer.